# 뤼디거 자프란스키

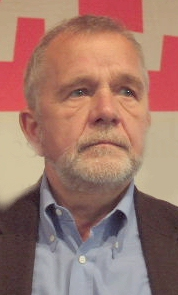

뤼디거 자프란스키(1945년 ~)는 독일의 철학자이다. 1965년부터 1972년까지, 자프란스키는 괴테 대학교에서 철학, 독문학, 역사, 예술사를 공부하였다. 그는 프리드리히 실러, 아르투르 쇼펜하우어, 프리드리히 니체, 마르틴 하이데거 등에 대한 책을 저술하였다.